# Matoller de Moheli
El matoller de Moheli (Nesillas mariae) és una espècie d'ocell de la família dels acrocefàlids (Acrocephalidae).

## Hàbitat i distribució
Habita la malesa del boscos de l'illa de Mohéli, a les Comores.